# Lacul Zürich
Lacul Zürich este un lac din Elveția.